# 1322
1322 (MCCCXXI) a fost un an obișnuit al calendarului iulian, care a început într-o zi de duminică.

## Evenimente
- 16 martie: Bătălia de la Boroughbridge (în Yorkshire). Regele Eduard al II-lea al Angliei reprimă ultima rezistență a baronilor revoltați, condusă de Thomas de Lancaster, care este luat prizonier.
- 24 iunie: A doua expulzare a evreilor din Franța.
- 28 septembrie: Bătălia de la Mühldorf. Ducele Ludovic al IV-lea de Bavaria înfrânge pe austrieci și îl capturează pe Frederic "cel Frumos".
- 12 octombrie: Bătălia de la Old Byland. Scoțienii lui Robert Bruce înfrâng din nou trupele lui Eduard al II-lea al Angliei.

### Nedatate
- ianuarie: Bătălia de la Shrewsbury. Baronii revoltați împotriva lui Eduard al II-lea al Angliei, conduși de Roger Mortimer, sunt înfrânți de trupele regale.
- Hanul Hoardei de Aur acordă titlul de mare cneaz lui Dimitri Mihailovici de Tver.

## Arte, științe, literatură și filosofie
- 27 septembrie: Este consacrată catedrala din Köln (finalizată în 1473).

## Nașteri
- 12 februarie: Ioan Henric de Luxemburg de Luxemburg, duce de Mazovia (d. 1375).
- Mihail Asan, țar al Bulgariei (d. 1355).

## Decese
- 3 ianuarie: Filip al V-lea "cel Lung", rege al Franței (n. 1293)
- 10 ianuarie: Petrus Aureolus, filosof scolastic (n. 1280)
- 20 aprilie: Simon Rinalducci, călugăr din Ordinul augustinienilor (n. ?)
- 24 iunie: Matteo Visconti, senior de Milano (n. 1250)
- 10 august: Giovanni din Fermo, ascet italian (n. 1259)
- 17 septembrie: Robert al III-lea din Béthune, conte de Flandra (n. 1249)
- Ma Duanlin, 76 ani, istoric chinez (n. 1245)
- Nasr, 34 ani, sultan de Granada (n. 1287)
- Ștefan Konstantin, rege al Serbiei (n. ?)

- Teodor Sviatoslav, țar al Bulgariei din dinastia Terter (n. ?)
- Zhao Mengfu, 67 ani, savant, pictor și caligraf chinez (n. 1254)

## Înscăunări
- 6 ianuarie: Ștefan Uroš al III-lea Dečanski, rege al Serbiei (1322-1331)
- 21 februarie: Carol al IV-lea (cel Frumos), consacrat la Reims ca rege al Franței și rege al Navarrei (1322-1328)
- Galeazzo I Visconti, senior de Milano (până la 1328)